# Vasi

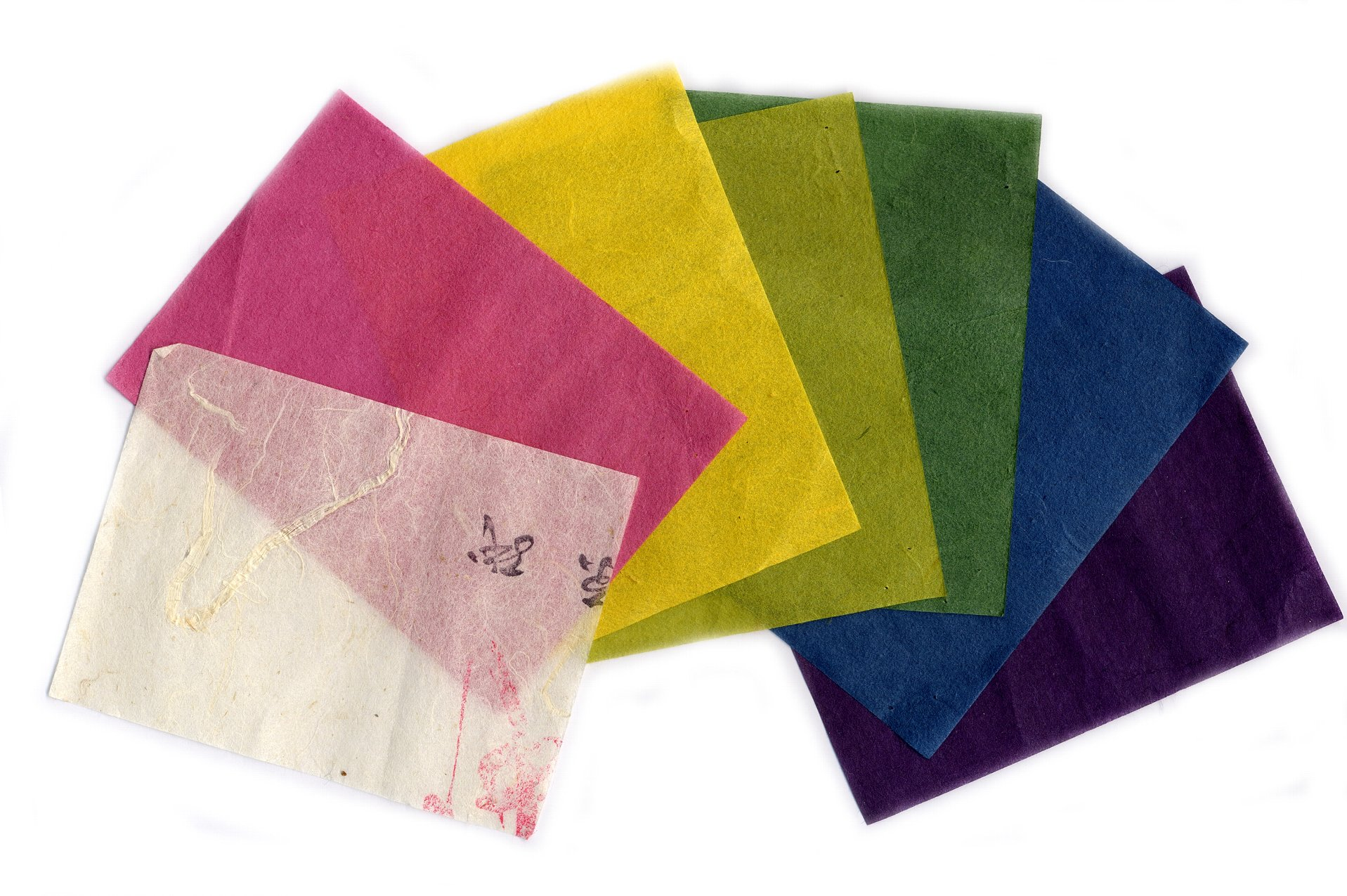
A vasi egyik fajtája, a szugiharagami (杉原紙)

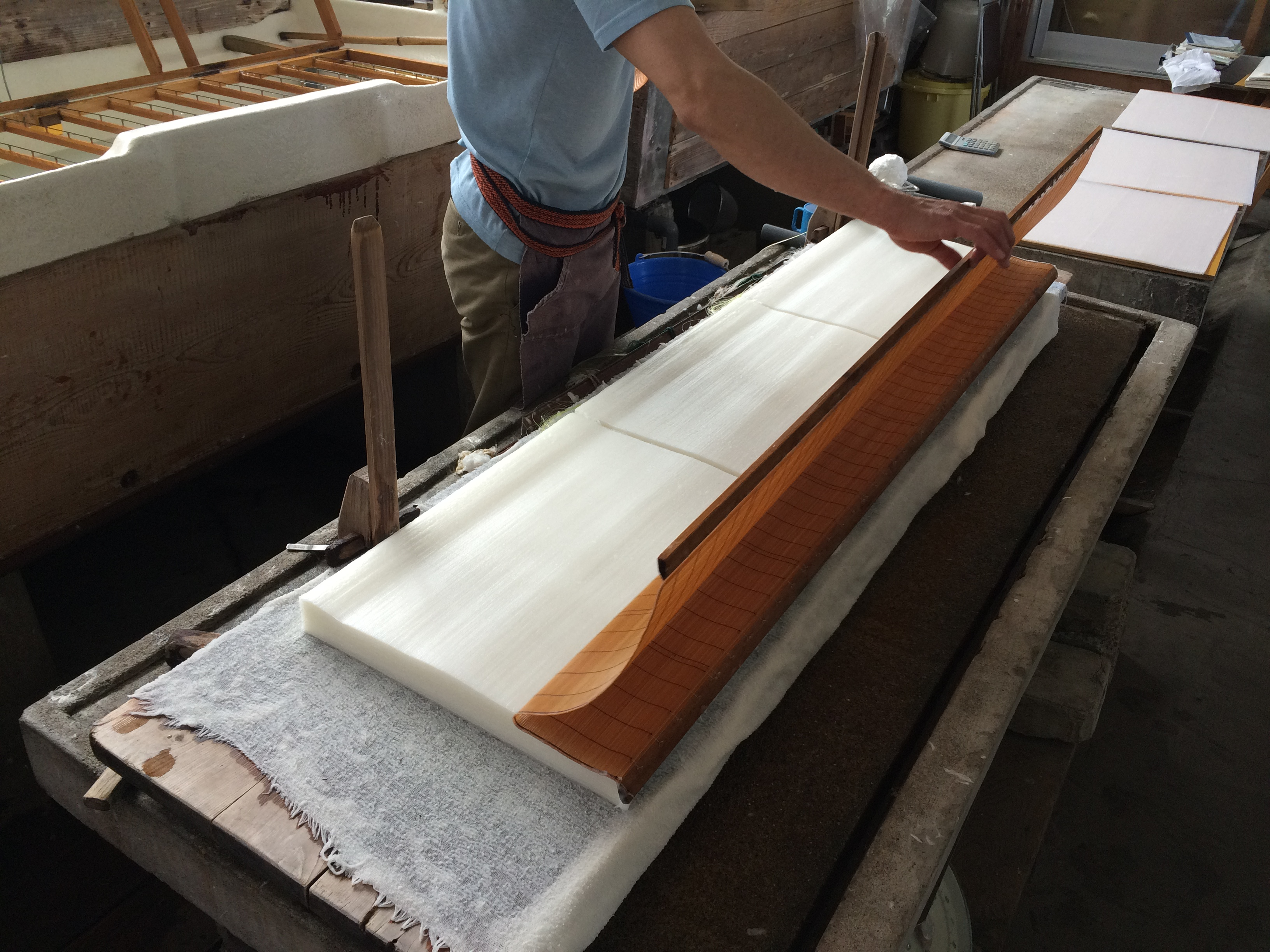
Vasikészítés (Isze-vasi)

A vasi (和紙) Japán ősi merített papírja. Általában kozo fából (papíreperfa) készítik, de felhasználják a micumatát illetve a ganpit (bokrok a dephne családból) is. Készítenek belőle sódzsit (japán ajtó), dísztárgyakat, sidéket, játékbabákat, festett és kalligrafikus írástekercseket, lámpaernyőket, díszdobozokat és díszszelencéket is.

## Eredete
A japánok a papírkészítés mesterségét az i. sz. 7. században hozták be Kínából. Több mint 1000 éven át a kézi készítésű vasi-papír volt a japánok egyedüli papírfajtája. A japán papírgyártás fénykora a 19. század második felére tehető: ekkor körülbelül ezer virágzó papírüzem működött az országban. Az ipari forradalom beköszöntével a vasikészítés hanyatlani kezdett, de a merítettvasipapír-készítés hagyományát művészeti értéke miatt még ma is ápolják.

## Készítése
A nyersanyagot (a kozo fa vagy a ganpi illetve a micumata bokrok anyagát) először rostos péppé zúzzák . Ez fáradságos munkafolyamat. Először jól összetörik, majd gőzölik, forgácsolják, áztatják és végül hántolják. Az így keletkező pépet vízzel keverik össze és hagyják, hogy a rostok jól fellazuljanak. Ebbe a rostokkal teli vizes elegybe finom lyukú szitát merítenek. A szitát ezek után kiemelik, a vizet lecsurgatják és a szitán fennmarad a finom rostszál; ezen rostszálak összetapasztása után készül el a vasi-papír. Annak érdekében, hogy jó minőségű vasi-papírt kapjanak, a szitát többször merítik bele a vízbe. A nedves papír összetapadásának megakadályozása céljából egy síkos, tororónak nevezett anyagot tesznek a vízbe, mely a mályvacserje egyik fajtájának a gyökeréből készül. Ez az adalékanyag a víz viszkozitását is növeli, lassítva a víz átszivárgását a szitán. Ez a rostok szövetképződése szempontjából kedvező.
Régebben a papírlapokat egyenként terítették ki az asztalokra és a napon szárították. Bár ez a módszer még ma is használatos, a legtöbb vasigyár forró rozsdamentes acéllemezen szárítja a papírt.

## A vasi felhasználása a japán művészetben
Ízléses virágok, fák, madarak, tájképek és egyéb díszítő elemek képei készülnek vasicsíkok összeragasztása által. Híres japán művészeknek, mint például Hirosigének és Hokuszainak vasira készített mély nyomtatású jelenetei világhírűek. Vasi használatos a nihongának nevezett, másik fajta festőművészetben is. Porrá őrölt kő és színes üvegpor vizes pépkeverékét ecsettel felviszik az 1,8 négyzetméteres vasi-papírra, melyet kimondottan erre a célra készítettek.

## Vasi a modern korban
Az 1960-as években, amikor Japán gazdasági fejlődése csúcsán volt, a vasi készítése hanyatlani kezdett. Mindez azért, mert a mesterember-utánpótlás megcsappant és a társadalom kezdett áttérni a szintetikus anyagok használatára. Az 1980-as évektől a vasikészítés kezdett újraéledni, de nem érte el hajdani fénykorát.